# Burg Hakoinen

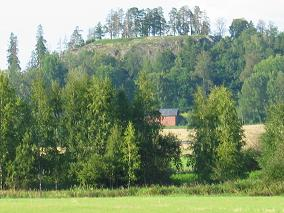
Burg Hakoinen

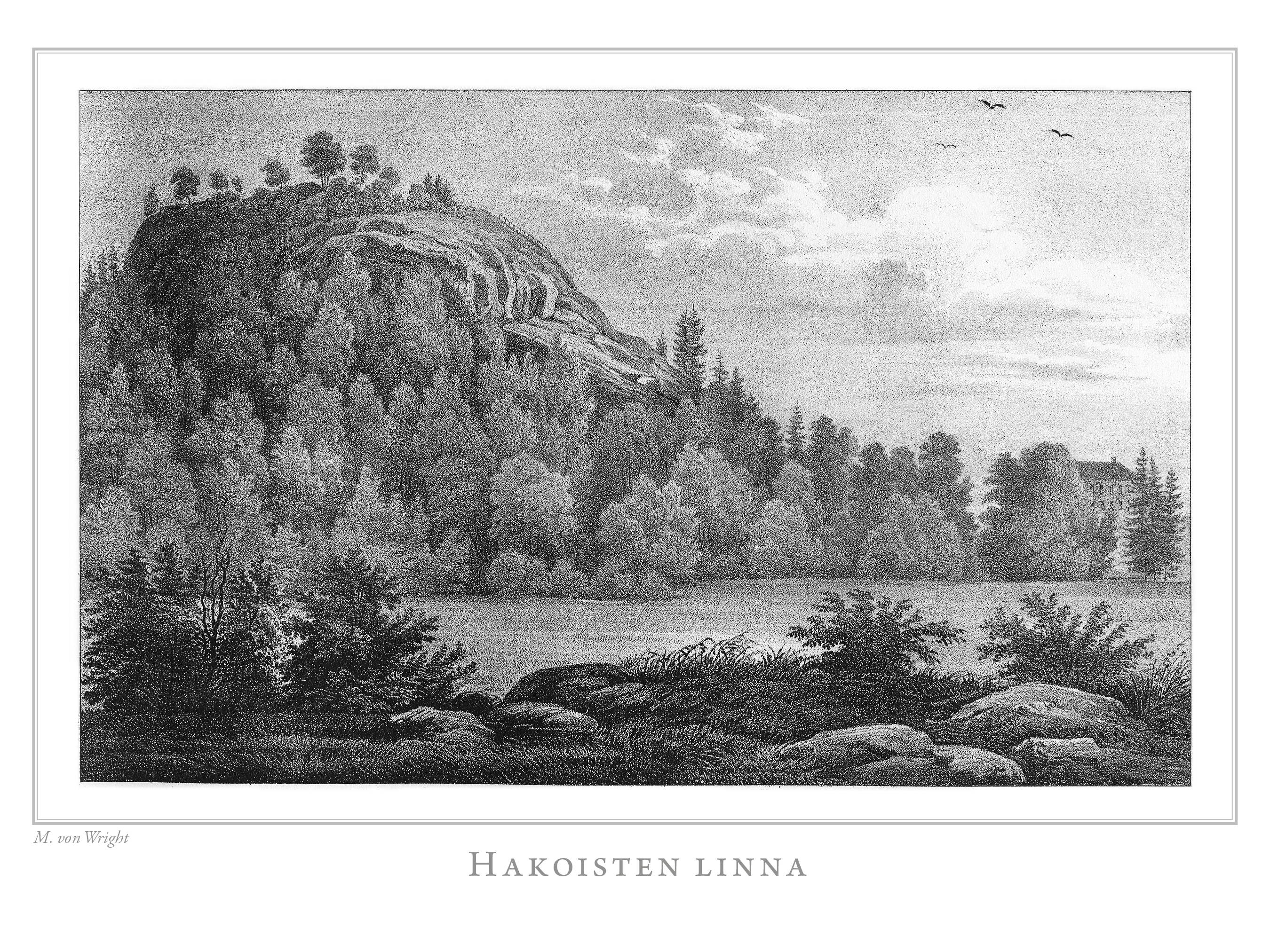
Hakoisten linna illustriert in Finland framstält i teckningar

Die Burg Hakoinen, finnisch Hakoisten linnavuori (schwedisch Haga borg) ist eine abgegangene Burganlage bei Janakkala, Finnland, etwa zehn Kilometer entfernt von der Burg Häme. Sie geht vermutlich auf das späte 13. oder frühe 14. Jahrhundert zurück.
Koordinaten: 60° 52′ 39″ N, 24° 35′ 14,4″ O